# Owensboro
Owensboro,  Daviess megye székhelye a harmadik legnagyobb városa Kentucky államnak.
Az Ohio folyókanyarban, attól délre helyezkedik el.  A város teljes területe 48,3 km². A US 60 út mentén fekszik, 51,5 km-re délkeletre Evansville-től (IN). Kentucky metropolita körzet. A 2006-os becslések szerint a város lakosainak száma 55 525 fő volt, s a  metropolita körzeté pedig 111 529 fő volt. A várost Abraham Owen ezredes után nevezték el.
Ezen a területen telepedett le 1790-ben William "Bill" Smeathers pionír, akiről a folyópart melletti parkot nevezték el. A települést “Yellow Banks”-nak nevezték, amely az Ohio folyó vízének a színére utalt. 1817-ben Yellow Banks Owensborough néven vált várossá. 1893-ban város nevének írását Owensboro-ra rövidítették.
Frederick Ames 1887-ben jött a városba Washington-ból (PA), s 1912-ben megalapította az Ames Motor Car Company-t, s megkezdte az Ames márkájú autók gyártását.
1936. augusztus 14-én Owensboro volt a színhelye a legutolsó nyilvános akasztásnak az Egyesült Államokban. 1937-ben XI. Pius pápa megalapította az owensboroi római katolikus egyházkerületet.